# John Palm
John Palm (Curaçao, 13 juni 1885 – aldaar, 24 februari 1925) was een musicus en componist. 

## Biografie
Johan Antoine Palm – beter bekend als John Palm – was een meervoudig instrumentalist; Net als zijn neef Jacobo Palm en zijn broer Rudolph Palm leerde hij piano, klarinet en dwarsfluit spelen bij zijn grootvader, de musicus en componist Jan Gerard Palm (1831-1906). De klarinet was zijn favoriete instrument. Als solist trad hij hiermee op in verschillende muziekensembles en orkesten, waaronder "Los Dispuestos" en het sextet "Los seis". Hij stond bekend om zijn mooie embouchure die hem in staat stelde tot het geven van fraaie klarinetsolo's. Hij overleed op 39-jarige leeftijd aan de gevolgen van tuberculose. Het uitlenen van zijn eigen klarinet werd hem uiteindelijk noodlottig.

## Composities
Van John Palm zijn een beperkt aantal composities bewaard gebleven. Het zijn de tweedelige walsen "La Belleza", "Club X", "Emma", "La Veloce", "Ma Pensee", "Gozar sufriendo" en "Nocturno".